# Pender (Nebraska)
Pender – wieś w Stanach Zjednoczonych, w stanie Nebraska, siedziba administracyjna hrabstwa Thurston.